# تياغو دي سوزا
تياغو دي سوزا هو لاعب كرة قدم برازيلي في مركز الوسط، ولد في 7 يناير 1999 في كولومبو في البرازيل. لعب مع Orlando City B ‏.